# American Horror Story
American Horror Story är en amerikansk skräckdramaserie skapad och producerad av Ryan Murphy och Brad Falchuk med bland andra Jessica Lange, Frances Conroy och Evan Peters i rollerna. Serien har sänts i 12 huvudsakligen fristående säsonger kallade bland annat Murder House, Asylum, Coven, Freak Show, Hotel , "Roanoke", "Cult" och "Apocalypse". En tolfte säsong hade premiär 2023 och avslutades i april 2024. I seriens säsonger återkommer flera av skådespelarna men i nya roller varje säsong.
Serien hade premiär i USA den 5 oktober 2011 på kabelkanalen FX och har sedan sänt en ny säsong per år. Serien började visas i Sverige på Kanal 11 den 1 april 2012.

## Överblick

### Avsnitt
Första säsongen började sändas på kanalen FX i USA den 5 oktober 2011, och bestod av 12 avsnitt som sändes under hösten 2011. Sedan dess har ytterligare fyra säsonger haft premiär i oktober varje år, därefter i september.

### Säsong 1 –American Horror Story: Murder House
Första säsongen handlar om familjen Harmon – Ben (Dylan McDermott), Vivien (Connie Britton) och deras dotter Violet (Taissa Farmiga) – som flyttar från Boston till Los Angeles efter att Vivien haft ett missfall och Ben haft en affär. Familjen flyttar in i en restaurerad herrgård som tidigare sett flera dödsfall, och som utan deras vetskap är hemsökt. Medan Ben och Vivien försöker att reparera sitt förhållande, försöker Violet hantera en växande depression och ett förhållande med grannpojken Tate. Samtidigt kommer familjen långsamt till insikt om vad som egentligen pågår i huset.
Varje avsnitt börjar med en tillbakablick på husets historia, med en kort scen om ett av de många mord som skett där, med karaktärer som för det mesta på något sätt är kopplat till det avsnittet. Det är medvetet oklart vilka karaktärer som är spöken och vilka som är levande människor, eftersom spöken i serien ser ut precis som de gjorde när de levde.

### Säsong 2 –American Horror Story: Asylum
Andra säsongen, som är fristående från den första, utspelar sig år 1964 och följer patienter, doktorer och nunnor på mentalsjukhuset Briarcliff i Massachusetts. Vissa av skådespelarna från första säsongen återkommer i nya roller under andra säsongen, bland annat Jessica Lange, Evan Peters och Sarah Paulson.

### Säsong 3 –American Horror Story: Coven
Tredje säsongen, även den fristående, hade premiär 9 oktober 2013 och handlar om en grupp häxor i New Orleans. Säsongen utspelar sig i nutid samt på 1830-talet. Det sista avsnittet sändes på amerikansk tv den 29 januari 2014. Ett flertal av skådespelarna från tidigare återkommer i nya roller men serien har också fått tillskott av flera nya välkända skådespelare, däribland Oscarsnominerade Angela Bassett och Oscarsbelönade Kathy Bates.

### Säsong 4 –American Horror Story: Freak Show
Fjärde säsongen hade premiär 8 oktober 2014. Jessica Lange (som har medverkat i samtliga tidigare säsonger) uppgav att den fjärde säsongen blir hennes sista. Handlingen utspelar sig år 1952 i Jupiter i Florida och kretsar kring en av de få kvarvarande kringresande freak-showerna och vad dess medlemmar kan tänka sig att göra för att rörelsen ska fortsätta att existera.

### Säsong 5 –American Horror Story: Hotel
Femte säsongen hade premiär 7 oktober 2015. Säsongen kretsar kring Hotel Cortez i Los Angeles och består av 12 avsnitt. Bland de nya skådespelarna finns Lady Gaga som hotellchefen och Cheyenne Jackson, Naomi Campbell och Max Greenfield.

### Säsong 6 –American Horror Story: Roanoke
Sjätte säsongen hade premiär 14 september 2016.

### Säsong 7 –American Horror Story: Cult
Sjunde säsongen hade premiär 5 september 2017.

### Säsong 8 –American Horror Story: Apocalypse
Åttonde säsongen hade premiär 12 september 2018.

### Säsong 9 –American Horror Story: 1984
Säsongen hade premiär 18 september 2019. 

## Rollista i urval

### Säsong 1

#### Huvudkaraktärer
- Dylan McDermott – Dr. Benjamin "Ben" Harmon
- Connie Britton – Vivien Harmon
- Taissa Farmiga – Violet Harmon
- Evan Peters – Tate Langdon
- Denis O'Hare – Larry Harvey
- Jessica Lange – Constance

#### Återkommande karaktärer
- Frances Conroy – Moira O'Hara
- Alexandra Breckenridge – Moira O'Hara (som ung)
- Jamie Brewer – Adelaide
- Christine Estabrook – Marcy
- Zachary Quinto – Chad
- Teddy Sears – Patrick
- Shelby Young – Leah
- Kate Mara – Hayden
- Michael Graziadei – Travis
- Sarah Paulson – Billie Dean
- Lily Rabe – Nora Montgomery
- Matt Ross – Dr. Charles Montgomery
- Mena Suvari –  Elizabeth Short
- Morris Chestnut – Luke

### Säsong 2

#### Huvudkaraktärer
- Jessica Lange – Syster Jude Martin
- James Cromwell – Doktor Arthur Arden
- Zachary Quinto – Doktor Oliver Thredson
- Joseph Fiennes – Monsignor Timothy Howard
- Sarah Paulson – Lana Winters
- Evan Peters – Kit Walker
- Lily Rabe – Syster Mary-Eunice
- Lizzie Brocheré – Grace

#### Återkommande karaktärer
- Adam Levine – Leo
- Jenna Dewan – Teresa
- Chloë Sevigny – Shelley
- Mark Consuelos – Spivey
- Naomi Grossman – Pepper
- Britne Oldford – Alma Walker
- Clea DuVall – Wendy
- Mark Margolis – Sam Goodwin

### Säsong 3

#### Huvudkaraktärer
- Angela Bassett – Marie Laveau
- Evan Peters – Kyle Spencer
- Frances Conroy – Myrtle Snow
- Jessica Lange – Fiona Goode
- Kathy Bates – Delphine LaLaurie
- Lily Rabe - Misty Day
- Sarah Paulson – Cordelia Foxx/Goode
- Taissa Farmiga – Zoe Benson

#### Återkommande roller
- Emma Roberts – Madison Montgomery
- Jamie Brewer - Nan
- Gabourey Sidibe - Queenie
- Denis O'Hare - Spalding
- Patti LuPone - Joan Ramsay
- Alexandra Breckenridge - Kaylee
- Grey Damon - Archie

### Säsong 4

#### Huvudkaraktärer
- Jessica Lange – Elsa Mars
- Sarah Paulson – Bette och Dot Tattler
- Kathy Bates – Ethel Darling
- Angela Bassett – Desiree Dupree
- Frances Conroy – Gloria Mott
- Michael Chiklis – Dell Toledo
- Denis O'Hare – Stanley
- Evan Peters – Jimmy Darling
- Emma Roberts – Maggie Esmerelda
- Finn Wittrock – Dandy Mott

#### Återkommande roller
- John Carroll Lynch – Twisty the Clown
- Gabourey Sidibe - Regina
- Wes Bentley – Edward Mordrake
- Patti LaBelle – Nora
- Jyoti Amge – Ma Petite
- Naomi Grossman – Pepper
- Mat Fraser – Paul the Illustrated Seal
- Erika Ervin – Amazon Eve
- Skyler Samuels – Bonnie Pipton
- Grace Gummer – Penny
- Evan Peters - Jimmy Darling

### Säsong 5

#### Huvudkaraktärer
- Lady Gaga – The Countess
- Kathy Bates  –  Iris
- Sarah Paulson – Sally
- Evan Peters – James March
- Wes Bentley – John Lowe
- Matt Bomer – Donovan
- Chloë Sevigny – Alex Lowe
- Denis O'Hare – Liz Taylor
- Cheyenne Jackson – Will Drake
- Angela Bassett – Ramona Royale

#### Återkommande roller
- Mare Winningham – Miss Evers
- Christine Estabrook – Marcy
- Max Greenfield – Gabriel
- Richard T. Jones – Detective Hahn
- Shree Crooks – Scarlett Lowe
- Helena Mattsson – Agnetha
- Kamilla Alnes – Vendela
- Lennon Henry – Holden Lowe
- Lyric Lennon – Lachlan Drake
- Finn Wittrock – Tristan Duffy
- Naomi Campbell – Claudia
- Lily Rabe – Aileen Wuornos
- Darren Criss – Justin
- Emma Roberts
- Mädchen Amick

### Säsong 6

#### Huvudkaraktärer
- Kathy Bates – Thomasin White/Slaktaren och Agnes Mary Winstead
- Sarah Paulson – Shelby Miller, Audrey Tindall och Lana Winters
- Cuba Gooding Jr. – Matt Miller och Dominic Banks
- Lily Rabe – Shelby Miller
- André Holland – Matt Miller
- Denis O'Hare – Dr. Elias Cunningham och William van Henderson
- Wes Bentley – Ambrose White och Dylan
- Evan Peters – Edward Philipe Mott och Rory Monahan
- Cheyenne Jackson – Sidney Aaron James
- Angela Bassett – Lee Harris och Monet Tumusiime

#### Återkommande roller
- Adina Porter – Lee Harris
- Leslie Jordan – Cricket Marlowe och Ashley Gilbert
- Simone Baker – Flora Harris
- Saniyya Sidney – Flora Harris
- Charles Malik Whitfield – Mason Harris
- Maya Rose Berko – syster Miranda Jane
- Kristen Rakes – syster Bridget Jane
- Chaz Bono – Lot Polk och Brian Wells
- Lady Gaga – Scáthach
- Estelle Hermansen – Priscilla

### Säsong 7

#### Huvudkaraktärer
- Sarah Paulson – Ally Mayfair-Richards och Susan Atkins
- Evan Peters – Kai Anderson, Andy Warhol, Marshall Applewhite, David Koresh, Jim Jones, Jesus och Charles Manson
- Cheyenne Jackson – Dr. Rudy Vincent
- Billie Lourd – Winter Anderson och Linda Kasabian
- Alison Pill Ivy Mayfair-Richards

#### Återkommande roller
- Adina Porter – Beverly Hope
- Colton Haynes – detektiv Jack Samuels
- Billy Eichner – Harrison Wilton och Charles "Tex" Watson
- Leslie Grossman – Meadow Wilton och Patricia Krenwinkel
- Chaz Bono – Gary Longstreet
- Cooper Dodson – Ozymandias "Oz" Mayfair-Richards
- Dermot Mulroney – Bob Thompson
- Cameron Cowperthwaite – Speedwagon

### Säsong 8

#### Huvudkaraktärer
- Sarah Paulson – Wilhemina Venable, Cordelia Goode och Billie Dean Howard
- Adina Porter – Dinah Stevens
- Billie Lourd – Mallory
- Leslie Grossman – Coco St. Pierre Vanderbilt
- Cody Fern – Michael Langdon
- Emma Roberts – Madison Montgomery
- Cheyenne Jackson – John Henry Moore
- Kathy Bates – Miriam Mead

#### Återkommande roller
- Jeffrey Bowyer-Chapman – Andre Stevens
- Kyle Allen – Timothy Campbell
- Ash Santos – Emily
- Erika Ervin – Näven
- Billy Eichner – Brock
- Chad James Buchanan – Stu
- Sean Blakemore – samverkansagent
- Lesley Fera – samverkansagent
- Joan Collins – Evie Gallant och Bubbles McGee
- Frances Conroy – Myrtle Snow och Moira O'Hara
- Taissa Farmiga – Zoe Benson och Violet Harmon
- Gabourey Sidibe – Queenie
- Jon Jon Briones – Ariel Augustus
- Billy Porter – Behold Chablis
- B.D. Wong – Baldwin Pennypacker
- Lily Rabe – Misty Day
- Stevie Nicks – sig själv
- Wayne Péré – Mr. Kingery
- Dylan McDermott – Dr. Ben Harmon
- Connie Britton – Vivien Harmon
- Jessica Lange – Constance Langdon
- Carlo Rota – Anton LaVey
- Naomi Grossman – satanskardinal
- Mena Suvari – Elizabeth Short
- Sam Kinsey – Beau Langdon
- Celia Finkelstein – Gladys
- Lance Reddick – Papa Legba
- Jamie Brewer – Nan

## Mottagande
Den första säsongen har mottagits positivt av kritiker. Serien har 61 av 100 poäng på Metacritics, baserat på 29 recensioner, och har positiva recensioner av bland annat Entertainment Weekly och The Washington Post.
Pilotavsnittet sågs av 3,18 miljoner tittare, och avsnitt 2–6 har setts av mellan 2,5 och 3 miljoner tittare.

## Priser och utmärkelser
American Horror Story var 2012 nominerad till en Golden Globe i kategorin Bästa TV-serie – Drama. Serien var samma år även nominerad till 15 Emmy Awards, bland annat för Bästa miniserie. Jessica Lange vann både en Emmy och en Golden Globe i kategorin Bästa kvinnliga skådespelare i en miniserie för sin roll som Constance Langdon.